# سیروواتسکی
سیروواتسکی (انگلیسی: Syrovatsky) یک شهرک در بخش آلکسیفسکی استان بلگورود کشور روسیه است.